# Malayathele maculosa
Espèce
Malayathele maculosa est une espèce d'araignées mygalomorphes de la famille des Euagridae.

## Distribution
Cette espèce est endémique de Malaisie. Elle se rencontre vers Fraser's Hill au Pahang et au Selangor.

## Description
Le mâle holotype mesure 2,73 mm et la femelle paratype 4,25 mm.

## Publication originale
- Schwendinger, Lehmann-Graber, Hongpadharakiree & Syuhadah, 2020 : « New euagrid spider species from Thailand and Malaysia, and new localities of Leptothele bencha (Arachnida: Araneae). » Revue Suisse de Zoologie, vol. 127, no 2, p. 423-453.